# Bistum Vacaria
Das Bistum Vacaria (lateinisch Dioecesis Vaccariensis, portugiesisch Diocese de Vacaria) ist eine römisch-katholische Diözese mit Sitz im brasilianischen Vacaria im Bundesstaat Rio Grande do Sul. 
Papst Pius XII. gründete die Territorialprälatur Vacaria am 8. September 1934 mit der Päpstlichen Bulle Dominici Gregis aus Gebietsanteilen des Erzbistums Porto Alegre, dem sie als Suffragan unterstellt wurde. Am 18. Januar 1957 erhob Papst Pius XII. die Prälatur mit der Bulle Qui Vicaria Potestate  in den Rang einer Diözese. Papst Benedikt XVI. unterstellte das Bistum Vacaria mit Wirkung vom 13. April 2011 dem Erzbistum Passo Fundo als Suffragan.

## Bischöfe
- Cândido Julio Bampi OFMCap, 1936–1957, später Weihbischof in Caxias do Sul
- Augusto Petró, 1958–1964, später Bischof von Uruguaiana, Rio Grande do Sul
- Henrique Gelain, 1964–1986
- Orlando Octacílio Dotti OFMCap, 1986–2003
- Pedro Sbalchiero Neto MS, 2003–2007
- Irineu Gassen OFM, 2008–2018
- Sílvio Guterres Dutra, seit 2018